# Hessegipfel
Der Hessegipfel ist ein 515 m (nach britischen Angaben 455 m) hoher Berg unweit der Nordwestspitze Südgeorgiens. Er ist die höchste Erhebung des Parjadinkamms und ragt auf halbem Weg zwischen Kap Alexandra und Kap Parjadin auf.
Der deutsche Forschungsreisende Ludwig Kohl-Larsen kartierte und benannte den Berg bei seinem Besuch Südgeorgiens zwischen 1928 und 1929. Der weitere Benennungshintergrund ist nicht überliefert.